# Zwelethu Mthethwa
Zwelethu Mthethwa (Durban, 1960) es un pintor y fotógrafo sudafricano.

## Biografía
En 1985, Mthethwa finalizó sus estudios en Bellas Artes en la Michaelis School of Fine Art de la Universidad de Ciudad del Cabo. En 1989, gracias a una beca Fullbright, realizó un máster en Artes de la Imagen en el Rochester Institute of Technology de Estados Unidos. En 1994 comenzó a trabajar como profesor de fotografía y dibujo en la Michaelis School, cargo que abandonó en 1999 para dedicarse plenamente a la creación artística. Desde el año 2000, sin embargo, es investigador asociado.
Zwelethu Mthethwa es más conocido por sus fotografías en color de gran formato, pero también trabaja en pintura y óleo. Sus retratos de hombres y mujeres en su entorno doméstico o laboral son conocidos por contener una fuerte carga psicológica. Desde 2017, Mthethwa cumple una condena en prisión de dieciocho años tras declararlo un tribunal sudafricano culpable de un delito de asesinato en 2013 de una mujer de 23 años.
Su obra se encuentra en diversas colecciones como el Museo Guggenheim, el Museo de Arte Contemporáneo de Castilla y León, el Museo de Arte Nasher, el Centro Pompidou y el Victoria & Albert Museum, entre muchos otros. Mthethwa ha realizado exposiciones individuales en galerías de todo el mundo y ha participado en la Bienal de Venecia de 2005 y la Bienal de Gwangju de 2004. Actualmente (2015) vive y trabaja en Ciudad del Cabo.